# Tổng Thư ký Hiệp hội các quốc gia Đông Nam Á
Tổng Thư ký Hiệp hội các quốc gia Đông Nam Á hay còn gọi là Tổng thư ký ASEAN là một chức vụ luân phiên giữa 10 nước thành viên và được thông qua trong Hội nghị thượng đỉnh ASEAN. Nhiệm kỳ của Tổng thư ký ASEAN là 5 năm, không gia hạn và nặng tính nghi lễ và hành chính.

## Tổng quan
Tổng thư ký phải giữ vai trò viên chức quốc tế, phải bảo đảm công việc, những lợi ích chung và bình đẳng của các nước ASEAN, không phải là đại diện riêng của quốc gia mình.
Ban Thư ký ASEAN bao gồm 1 Tổng thư ký và 4 Phó Tổng thư ký, trong đó có 2 vị Phó Tổng thư ký luân phiên và 2 Phó Tổng thư ký tự ứng cử và được bầu chọn, và các Phó Tổng thư ký không được cùng quốc gia với vị Tổng thư ký và không được có 2 Phó Tổng thư ký cùng quốc gia.
Tổng thư ký thứ 15 hiện nay là ông Kao Kim Hourn người Campuchia, thay thế ông Lâm Ngọc Huy, đã chấm dứt nhiệm kỳ vào ngày 7 tháng 8 năm 2022.

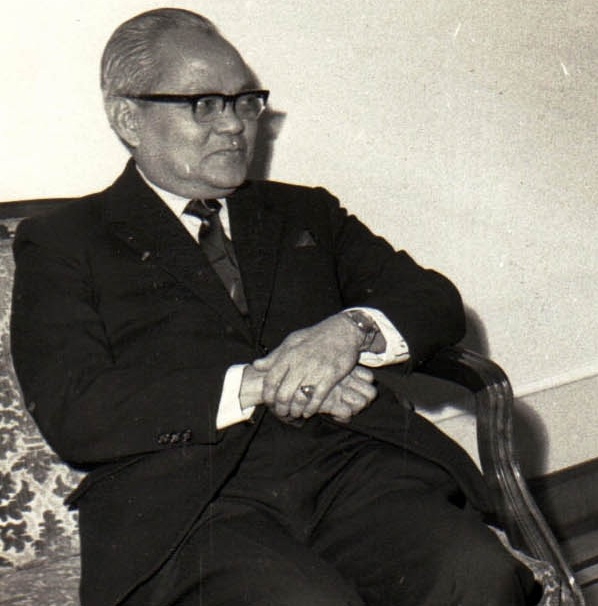
Narciso G. Reyes - Tổng Thư ký thứ tư của ASEAN

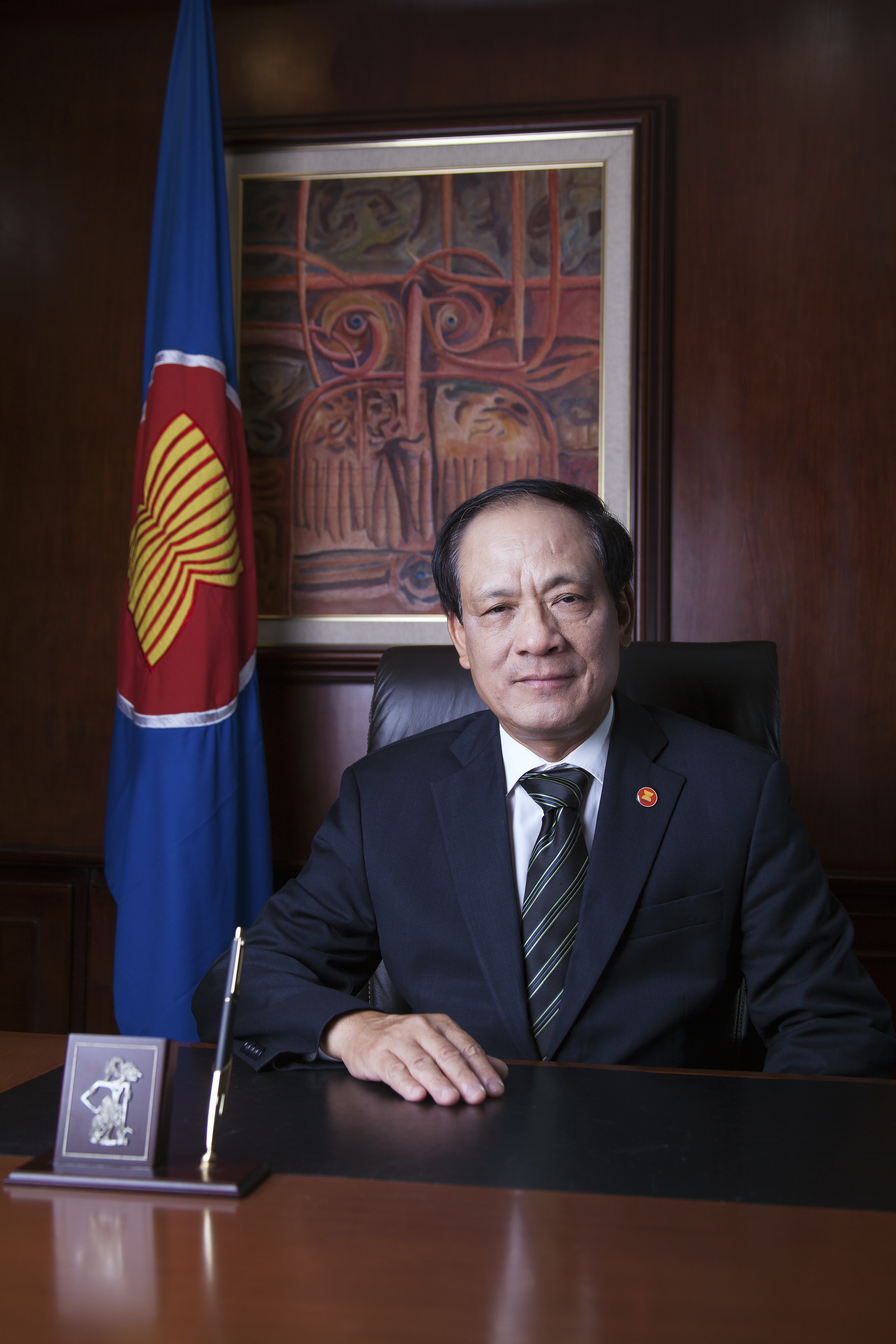
Lê Lương Minh - Tổng Thư ký thứ 13 của ASEAN

## Danh sách
| Tổng thư ký ASEAN | Tổng thư ký ASEAN      | Tổng thư ký ASEAN     | Tổng thư ký ASEAN |
| STT               | Tên                    | Nhiệm kỳ              | Quốc gia          |
| ----------------- | ---------------------- | --------------------- | ----------------- |
| 1                 | Hartono Dharsono       | 7-6-1976 - 18-2-1978  | Indonesia         |
| 2                 | Umarjadi Notowijono    | 19-2-1978 - 30-6-1978 | Indonesia         |
| 3                 | Datuk Ali Bin Abdullah | 10-2-1978 - 30-6-1980 | Malaysia          |
| 4                 | Narciso G. Reyes       | 1-7-1980 - 1-7-1982   | Philippines       |
| 5                 | Chan Kai Yau           | 18-7-1982 - 15-7-1984 | Singapore         |
| 6                 | Phan Wannamethee       | 16-7-1984 - 15-7-1986 | Thái Lan          |
| 7                 | Roderick Yong          | 16-7-1986 - 16-7-1989 | Brunei            |
| 8                 | Rusli Noor             | 17-7-1989 - 1-1-1993  | Indonesia         |
| 9                 | Ajit Singh             | 1-1-1993 - 31-12-1997 | Malaysia          |
| 10                | Rodolfo C. Severino    | 1-1-1998 - 31-12-2002 | Philippines       |
| 11                | Vương Cảnh Vinh        | 1-1-2003 - 31-12-2007 | Singapore         |
| 12                | Surin Pitsuwan         | 1-1-2008 - 31-12-2012 | Thái Lan          |
| 13                | Lê Lương Minh          | 1-1-2013 - 31-12-2017 | Việt Nam          |
| 14                | Lâm Ngọc Huy           | 1-1-2018 - 31-12-2022 | Brunei            |
| 15                | Kao Kim Hourn          | 1-1-2023 - nay        | Campuchia         |